# Petrosia densissima
Petrosia densissima är en svampdjursart som beskrevs av Arthur Dendy 1905. Petrosia densissima ingår i släktet Petrosia och familjen Petrosiidae.
Artens utbredningsområde är Sri Lanka. Inga underarter finns listade i Catalogue of Life.